# Stazione di Cittaducale
Stazione di Cittaducale vasútállomás Olaszországban, Cittaducale településen.

## Vasútvonalak
Az állomást az alábbi vasútvonalak érintik:
- Terni–Sulmona-vasútvonal

## Kapcsolódó állomások
A vasútállomáshoz az alábbi állomások vannak a legközelebb:
- Stazione di Cotilia
- Stazione di Rieti